# Campino
Campino, właśc. Andreas Frege (ur. 22 czerwca 1962 w Düsseldorfie) – niemiecko-brytyjski autor tekstów piosenek, wokalista i frontman zespołu punkrockowego Die Toten Hosen, dziennikarz i aktor.

## Życiorys

### Wczesne lata
Urodził się w Düsseldorfie, w Nadrenii Północnej-Westfalii jako jedno z pięciorga dzieci (jeden z jego braci zmarł przed jego urodzeniem) Jennie Fregge i niemieckiego sędziego Joachima Frege. Jego matka była rodowitą Angielką, studiowała na Uniwersytecie Oksfordzkim i kształciła swoje dzieci dwujęzycznie. Jego starsza siostra Judith Frege to odnosząca sukcesy tancerka baletowa i autorka, a jego starszy brat Michael Frege (ur. 1959) to wybitny prawnik. Jest potomkiem Gottloba Frege (Frege House w Lipsku). Jego dziadek Ludwig Frege był prezesem Federalnego Sądu Administracyjnego. Pradziadek Franz Friedrich Konrad Frege (1843-1920) był synem proboszcza Berlin-Schöneberg Ferdinanda Ludwiga Frege (1804-1883).
Kiedy miał dwa lata, jego rodzina przeprowadziła się z Düsseldorfu do Mettmann. Tam uczęszczał do szkoły podstawowej Astrid-Lindgren-Grundschule, a następnie naukę kontynuował w Heinrich-Heine-Gymnasium w Mettmann. Jednak po roku przeniósł się do Humboldt-Gymnasium w Düsseldorfie. Tam jego koledzy z klasy nazwali go „Campino” po bitwie w klasie.
Od października 1983 przez osiem miesięcy odbywał służbę wojskową.

### Kariera
Pod wpływem swojego starszego brata Jana (ur. 1955) zainteresował się punk rockiem. Uczęszczał do klasy z młodszym Michaelem 'Breiti' Breitkopfem, gitarzystą i współzałożycielem Die Toten Hosen. Obaj ukończyli liceum w 1983.
Pracował jako dziennikarz dla magazynu „Der Spiegel”, gdzie przeprowadził wywiady m.in. z Paulem McCartneyem i Angelą Merkel. Od 1978 do 1982 był wokalistą punkrockowej grupy KC, a następnie został liderem zespołu Die Toten Hosen, gdzie pisał teksty i śpiewał piosenki zarówno w języku niemieckim, jak i angielskim.
Piosenka „Alles ist eins”, która 5 stycznia 1998 ukazała się na singlu „Pushed Again”, dedykowana została Rieke Lax, dziewczynie z Holandii, która zginęła 28 czerwca 1997 na 1000. koncercie zespołu na Rheinstadion w Düsseldorfie.
W 1992 zadebiutował na kinowym ekranie w komedii Dłuższa sobota (Langer Samstag). W dramacie Wima Wendersa Spotkanie w Palermo (Palermo Shooting (2008) u boku Dennisa Hoppera i Milli Jovovich zagrał postać wziętego fotografa mody.
Od sierpnia do października 2006 występował jako Mackie Majcher w musicalu Bertolta Brechta Opera za 3 grosze (Die Dreigroschenoper) w reż. Klausa Marii Brandauera na scenie Admiralspalast w Berlinie.

## Życie prywatne
Ze związku z aktorką Kariną Krawczyk ma syna Juliana Lenna (ur. 9 marca 2004).
W 2018 podczas gali wręczenia kontrowersyjnych nagród Echo Music Prize, skrytykował i wypowiedział się przeciwko antysemickim, homofobicznym lub mizoginistycznym stwierdzeniom. Campino jest także sponsorem szkoły w Birkenwerder w Brandenburgii, gdzie nadzoruje projekt „Szkoła bez rasizmu – szkoła z odwagą”. Od czasu śmierci rodziców, którzy zmarli na raka jelita grubego, Campino angażuje się w działalność edukacyjną i publicznie zachęca do udziału w badaniach przesiewowych.
Campino to zagorzały fan klubu piłkarskiego Fortuna Düsseldorf, który wspierał finansowo. Jest również fanem zespołu Liverpool FC, w którego koszulce wystąpił w teledysku do piosenki „Bayern” (1999). Po jednej z przegranych zespołu, złamał nogę kopiąc z frustracji w pojemnik na śmieci.

## Dyskografia (gościnnie)

### albumy
- 1988: The Lurkers – Wild Times Again
- 1996: Honest John Plain & Friends in den Titeln Thinking of You, Song for Me und Marlene
- 1997: The Boys – Power Cut
- 2006: Fehlfarben – 26 1/2
- 2006: Peter and the Test Tube Babies – A Foot Full Of Bullets
- 2007: Juanes – La Vida… es un Ratico

### single
- 1998: Bad Religion – „Raise your Voice”

## Filmografia
- 1987: Zwyciężony (Verlierer, TV)
- 1987: Miejsce zbrodni (Tatort) – odc.: „Voll auf Haß”
- 1988: Zdobycz (Die Beute, TV)
- 1990: Poszukiwany (Der Fahnder; serial TV) – odc.: „Puppe, Atze, Keule” jako Ratte
- 1992: Dłuższa sobota (Langer Samstag) jako Anton
- 2004: Kraina obfitości (Land of Plenty) – tekst piosenki „Stand Up”
- 2008: Spotkanie w Palermo (Palermo Shooting) jako Finn

## Literatura
- Bertram Job: Bis zum bitteren Ende …: Die Toten Hosen erzählen IHRE Geschichte. 1. Auflage. Kiepenheuer & Witsch, 1996. ISBN 3-462-02532-5.
- Marie-Luise Knopp, Klaus Napp: Reif für die Klapse?: über die Kinder- und Jugendpsychiatrie. Fischer-Taschenbuch-Verlag, 1997. ISBN 3-596-13405-6.
- Jürgen Teipel: Verschwende Deine Jugend – Ein Doku-Roman über den deutschen Punk und New Wave. 1. Auflage. Suhrkamp, 2001. ISBN 978-3-518-39771-8.
- Fryderyk Gabowicz: Die Toten Hosen. Live-Backstage-Studio: Fotografien 1986–2006. Schwarzkopf & Schwarzkopf, 2006. ISBN 978-3-89602-732-0.
- Joachim Lucchesi: Brandauer inszeniert Die Dreigroschenoper von Brecht & Weill.. Suhrkamp. 2006. ISBN 978-3-518-45807-5.